# Île Ricord
L'île Ricord (en russe Остров Рикорда), est une île du golfe de Pierre-le-Grand faisant partie de l'archipel de l'impératrice Eugénie.
Elle est située à 30 km au sud de Zolotoï Rog et à 4 km au sud de Reyneke Island (en).
Elle a été nommée en l'honneur de Piotr Ricord.

## Géographie
Avec une aire de 5 km2, il s'agit de la plus large île inhabitée du kraï du Primorié. Elle appartient administrativement à Vladivostok.